# 古山村
古山村（ふるやまむら）は三重県名賀郡にあった村。現在の伊賀市の西部、国道368号・上野名張バイパスの沿線および名張市南古山にあたる。

## 地理
- 河川：予野川

## 歴史
- 1889年（明治22年）4月1日 - 町村制の施行により、蔵縄手村・菖蒲池村・湯屋谷村・界外村・東谷村・安場村・鍛冶屋村・南村の区域をもって伊賀郡古山村が発足。
- 1896年（明治29年）4月1日 - 所属郡が名賀郡に変更。
- 1957年（昭和32年）7月1日 - 分割され、大字蔵縄手・菖蒲池・湯屋谷・界外・東谷・安場・鍛冶屋が上野市に、大字南が名張市に編入。同日古山村廃止。